# Autotrichia heterogynoides
Autotrichia heterogynoides là một loài bướm đêm trong họ Geometridae.